# Масудов Вахід Юнусович
Вахіт Юнусович Масудов (каз. Вахид Юнусұлы Масудов; нар. 10 жовтня 1959, Джамбул) — радянський і казахський футболіст, який виступав на позиції півзахисника, та казахський футбольний тренер чеченського походження.

## Клубна кар'єра
Вахіт Масудов народився у Джамбулі у сім'ї чеченців, депортованих до Казахстану під час радянсько-німецької війни. Розпочав грати у футбол у дворовій команді разом із старшим братом, успішно грав на турнірах «Шкіряний м'яч», після чого його запросили займатися до місцевої ДЮСШ, де він тренувався із групою старших хлопців. Уже в 16 років Масудова запросили до джамбульської команди другої ліги СРСР «Хімік», а дебютував він у команді майстрів на початку сезону 1977 року. Наступного року молодого футболіста запросили до іншої команди другої ліги із сусідньої Узбецької РСР «Хорезм», проте надовго Масудов у цій команді не затримався, оскільки тодішній головний тренер команди Сергій Доценко рекомендував йому перейти до сильнішого клубу. Проте наступного року Масудов повернувся до Джамбула, де його призвали на строкову службу до Радянської Армії, яку він проходив у кзилординському клубі «Орбіта», який дещо пізніше перейменували на «Меліоратор». Після завершення військової служби футболіст отримав запрошення від клубу вищої ліги «Кайрат» з Алма-Ата. Проте невдовзі, вже після дебюту у вищій лізі, молодого футболіста за бійку на тренуванні відправили назад до кзилординського клубу. За кілька місяців Масудов повернувся до «Кайрата», і після цього став уже на тривалий час стабільним гравцем основного складу команди. У 1982 році «Кайрат» вибув із вищої ліги, проте вже наступного року команда посіла перше місце у першій лізі, та повернулась до вищої ліги, а Масудов разом із іншими гравцями команди отримав золоті медалі переможців першої ліги.
Після повернення до вищої ліги, у 1985 році Вахіта Масудова тодішній головний тренер збірної СРСР та одночасно московського «Динамо» Едуард Малофеєв запросив до складу свого клубу та на тренувальні збори збірної СРСР. Від запрошення до складу «Динамо» Масудов відмовився під впливом батьків та казахських спортивних функціонерів, а до складу збірної прибув у середині 1985 року. У першому контрольному матчі футболіст алматинського клубу забив гол у двосторонній зустрічі між гравцями збірної, та одночасно отримав травму. Незважаючи на неї, Масудов вирішив зіграти й у наступному контрольному матчі. Проте в ньому вже на 5 хвилині він отримав важку травму після зіткнення з Олегом Блохіним, після якої більше місяця лікувався та півроку вимушений був провести без футболу. Після повернення на футбольне поле Масудов допоміг своїй команді посісти найвище місце за час виступів у вищій союзній лізі — 7 місце у чемпіонаті СРСР 1986 року. На думку футболіста, це було пов'язане з покращенням психологічного клімату в команді після заміни головного тренера Леоніда Остроушко на Тимура Сегізбаєва. Масудов надалі залишався основним гравцем середини поля алматинської команди, вирізняючись неабиякою технікою поводження з м'ячем, неодноразово відзначаючись майстерно забими м'ячами. У 1988 році Вахіт Масудов у складі «Кайрату» став володарем Кубка Федерації футболу СРСР, узявши участь у фіналі, в якому казахстанський клуб у Кишиневі переміг бакинський «Нефтчі» з рахунком 4-1. Щоправда, за результатами цього сезону саме обидва фіналісти Кубка Федерації вибули до першої ліги, посівши відповідно 15 та 16 місця у вищій лізі СРСР. Наступного року «Кайрату» не вдалось повернутись до вищої ліги, оскільки команда посіла лише третє місце у першій лізі, а Масудов став володарем лише бронзової медалі першої ліги.
У 1990 році Вахіт Масудов на настійне прохання свого батька став гравцем «Терека» з Грозного. У команді він був одночасно граючим тренером та одним із кращих бомбардирів. Проте клуб не виконав усі вимоги футболіста, зокрема не надав квартири, і Масудов, незважаючи на сподівання батьків, які мріяли повернутися на історичну батьківщину, у 1991 році знову став гравцем «Кайрата». Перший чемпіонат незалежного Казахстану Вахіт Масудов також провів у «Кайраті», став у його складі чемпіоном Казахстану та володарем Кубку Казахстану. Наступного року Вахіт Масудов грав у складі алматинського клубу «Достик», у якому був головним граючим тренером. Команда виграла перший груповий етап у другому чемпіонаті Казахстану, проте у підсумку посіла лише сьоме місце в чемпіонаті, а Масудов зіграв більшість матчів чемпіонату в основі — 24 із 46 можливих. Команда також стала володарем Кубку Казахстану, проте Масудов лише керував діями підопічних у фіналі. а сам на полі не з'явився. Проте після першого ж сезону «Достик» був розформований, і Масудов вирішив пробувати свої сили в Німеччині, де протягом року грав за низку нижчолігових напіваматорських клубів. У 1994 році він повернувся до Казахстану, де спочатку грав за клуб «Актюбінець» та був його граючим тренером разом із Юрієм Коньковим та Володимиром Нікітенко, а в 1995 році став граючим головним тренером клубу «Єлімай» з Семипалатинська, із яким став чемпіоном і володарем Кубка Казахстану. У 1996—1997 роках Вахіт Масудов знову грав за алматинський «Кайрат», де був граючим головним тренером, після чого завершив виступи на футбольних полях.

## Тренерська кар'єра
Вахіт Масудов розпочав тренерську кар'єру ще під час виступів на футбольних полях, однак зосередився на тренерській роботі лише з 1998 року, коли завершив виступи на футбольних полях на посаді головного тренера свого колишнього клубу «Кайрат» з Алмати. Після завершення сезону 1998 Масудов покинув «Кайрат», і став головним тренером клубу «Тараз» із свого рідного міста. Він працював головним тренером таразького клубу протягом 1999—2000 років, після чого став головним тренером «Шахтаря» з Караганди. Уже на початку 2001 року Масудов удруге за свою біографію став головним тренером «Кайрата», проте вже за півроку очолив національну збірну Казахстану. Зі збірною тренер працював у відборі до чемпіонату світу 2002 року. Хоча команда й не зуміла кваліфікуватися на чемпіонат світу, проте Масудову вдалось уперше вивести Казахстан у першу сотню рейтингу збірних ФІФА.
Після роботи зі збірною країни Вахід Масудов у 2002 році очолив клуб «Восток-Алтин» з Усть-Каменогорська. На початку 2003 року тренер удруге за свою біографію очолив клуб «Актобе-Ленто», проте вже у липні цього ж року покинув команду. У травні 2004 року Масудов очолив клуб «Жетису» з Талдикоргана, працював у клубі до кінця року. З початку наступного року тренер удруге за свою кар'єру очолив карагандинський «Шахтар». Незважаючи на амбіційні плани тренера та хороші результати команди, у команді відчувалась значна нестача коштів, що призвело пізніше до погіршення гри команди, та відставки тренера на початку сезону 1996 року. Після цього після вимушеної річної перерви в роботі Вахіт Масудов у черговий раз став головним тренером «Кайрата». Проте в команді розпочались фінансові проблеми, і Масудов вирішив піти з команди по закінченні сезону 2008 року, прийнявши пропозицію новоствореної команди «Локомотив» з Астани. Вахіт Масудов провів із командою передсезонні збори, проте ще перед початком чемпіонату 2009 року несподівано написав заяву про відставку. У березні 2009 року Масудов очолив клуб «Атирау» після раптової смерті її головного тренера Антона Шоха. Із командою новий тренер у цьому ж сезоні став володарем Кубку Казахстану та виборов 6 місце в чемпіонаті країни, а також місце в Лізі Європи. Проте несподівано в березні 2010 року перед матчем на Суперкубок Казахстану Масудова звільнили з посади.
У 2010 році Вахіт Масудов очолив клуб другого казахського дивізіону «Восток» з Усть-Каменогорська, та вивів його з першого міця у вищий дивізіон. Команду очолював до травня 2011 року, після чого за сімейними обставинами — важкою хворобою дружини — вимушений був покинути команду.
До тренерської діяльності Масудов повернувся у серпні 2012 року, коли став одним із тренерів алматинського «Кайрата». У 2013 році колишній футболіст став головним тренером шимкентського клубу «Ордабаси», проте ще до завершення сезону покинув пост. Наступною командою Вахіта Масудова стала команда другого дивізіону «Астана-1964», яка в кінці 2014 року припинила існування.4 На початку 2015 року Масудов став спочатку тренером-консультантом, а пізніше головним тренером клубу ЦСКА з Алмати. У 2016 році тренеру запропонували очолити молодіжну збірну Казахстану
У липні 2016 року Масудов став головним тренером клубу «Акжайик» з Уральська. Під керівництвом нового тренера клуб значно покращив результати, зумів зберегти прописку у вищому дивізіоні. У наступному сезоні команда також зуміла зберегти місце у вищому дивізіоні, незважаючи на певні фінансові проблеми та втрату кількох виконавців, проте в грудні 2017 року керівництво клубу звільнило тренера з посади.
У січні 2018 року Вахіт Масудов удруге в своїй кар'єрі очолив клуб «Атирау». Проте вже у квітні після серії поразок команди в чемпіонаті Казахстану Масудова звільнили з поста головного тренера клубу. У 2019 році Масудов вдруге за свою тренерську кар'єру очолив клуб «Тараз».
На початку 2021 року Вахід Масудов очолив клуб другого казахського дивізіону «Мактаарал», а в середині року втретє за кар'єру очолив клуб «Актобе». З початку 200 року тренер очолив юнацьку збірну Казахстану віком гравців до 19 років.
28 червня 2022 року Вахід Масудов учетверте в своїй тренерській кар'єрі очолив карагандинський «Шахтар».

## Виступи за збірні
Вахіт Масудов після розпаду СРСР розпочав виступи у збірній Казахстану, та взяв участь у її першому матчі, в якому вона обіграла збірну Туркменістану з рахунком 1-0. Усього футболіст зіграв 10 матчів у складі збірної країни, забитими м'ячами в яких не відзначився.

## Особисте життя
Вахід Масудов є вдівцем, його дружина померла в 2011 році. У Масудова є три дочки та син, який займається футболом в школі «Кайрата».

## Досягнення

### Як гравець
- Переможець першої ліги СРСР — 1983
- Володар Кубка Федерації футболу СРСР — 1988
- Чемпіон Казахстану: 1992, 1995
- Володар Кубка Казахстану: 1992, 1995

### Як тренер
- Чемпіонат Казахстану: 1995
- Володар Кубка Казахстану: 1993, 1995, 1997, 2009